# Barrie Needham
Barrie Needham (1942) is een hoogleraar planologie aan de Radboud Universiteit Nijmegen. Voorts is hij redacteur van de Reeks Planologie, het Journal of Property Research en Planning Practice and Research en doceert hij verschillende cursussen voor studenten Sociale Geografie en Planologie. 
Needham studeerde economie aan de Cambridge University, waar hij in 1964 afstudeerde. Hij werkt vanaf 1978 aan de Radboud Universiteit Nijmegen, promoveerde in 1982 en werd in 1994 aangesteld als hoogleraar planologie. Zijn onderzoek, dat valt onder het Institute for Management Research, richt zich op de wisselwerking tussen het ruimtelijk beleid en de markt voor grond en gebouwen. Needham is bekend geworden door het introduceren van de residuele grondwaardeberekening en door zijn publicaties over beleid en planologie.